# Абаданский этрап
Бюзмеинский этрап (туркм. Büzmeýin etraby) с административным центром город Бюзмейин (Безмеин). Население 42 269 человек (2009 год). До 2002 года именовался Безмеин, после — Абадан и до 2013 года входил в Ахалский велаят Туркменистана. В этрапе расположена железнодорожная станция на линии Ашхабад — Туркменбашы.

## История
Посёлок городского типа Безмеин был центром Ашхабадского района Ашхабадской области Туркменской ССР, СССР. Статус города получил в 1963 году. С 2002 года носил название Абадан. В 2013 году земли города Абадан были исключены из состава территории Ахалского велаята и включены в состав Ашхабада под названием Абаданский этрап города Ашхабада. В 2015 году территории в 3910 га Абаданского этрапа были переданы Арчабильскому этрапу города Ашхабада.

### Чрезвычайное происшествие в июле 2011 года
Из-за взрывов боеприпасов на военных складах 7 июля 2011 года город Абадан сильно пострадал, многие дома были повреждены или разрушены, по официальным данным, погибло 15 человек, а по данным правозащитных организаций — свыше тысячи, по другим сведениям — несколько сотен. Были прерваны связь, водоснабжение, подача электроэнергии.
Годом спустя туркменский суд признал ряд лиц виновными в этой трагедии, приговорив их к длительным срокам тюремного заключения. Город было решено отстроить заново, на территории Рухабатского этрапа Ахалского велаята. По словам президента Туркменистана Гурбангулы Бердымухамедова, вместо старого Абадана будет возведён «фактически новый город, отвечающий всем современным требованиям».

## Население
| Год             | 1959 | 1970   | 1979   | 1989   | 2009   |
| --------------- | ---- | ------ | ------ | ------ | ------ |
| Население (чел) | 5637 | 15 611 | 21 537 | 31 588 | 42 269 |

## Экономика
В этрапе находится ГРЭС, развито производство стройматериалов, ковровый комбинат. Абаданский этрап является старинным центром виноделия. Работают винодельческий и томатно-консервный заводы. В 2012 году была введена крупная хлопкопрядильная фабрика, c годовой перерабатывающей мощностью — более 6,5 тыс. тонн хлопка-волокна.